# 张氏缘梭螺
张氏缘梭螺（学名：Margovula changi）为梭螺科缘梭螺属的动物。分布于台湾岛等地。该物种的模式产地在台湾绿岛。